# Noman Çelebicihan
Noman Çelebicihan (نومان چلبى جهان, Numan Çelebicihan) (1885–1918) krími tatár politikus, ügyvéd, a krími muszlimok muftija, író. Ő volt az 1917 végén kikiáltott, rövid ideig fennállt Krími Népköztársaság elnöke; verse, az Ant etkenmen („Megfogadtam”) az ország himnusza lett. Çelebicihant az oroszországi polgárháború idején fiatalon meggyilkolták a bolsevikok; a krími tatárok a mai napig őrzik emlékét.

## Élete
Noman Çelebicihan 1885-ben született Büyük Sonaq faluban, a krími Chonhar régióban, közel a mai Dzsankoj városához. A falu, melyet 1948 és 1968 között Chirik néven ismertek és a Zavet Lenin vidéki tanácshoz tartozott, ma már nem létezik.
Çelebicihan abját İbraim Çelebinek hívták, és egy jómódú krími tatár család tagja volt. Anyja szintén jómódú családból származott, Cihanşah Çelebi lánya volt. Çelebicihan a faluban kezdte meg tanulmányait, utána nagybátyjai segítségével a Gülümbey medreszébe, a kor egyik ismert medreszéjébe küldték. 1908-tól Isztambulban folytatta tanulmányait: előbb a Vefa Lisesi középiskolában, majd a jogi karon. Lakóhelye a város Karagümrük negyedében volt, ahol krími tatár diákok egy kisebb csoportja élt. 
Az egyik első szervezet, amit diákévei alatt alapított, a Yaş Tatar Yazıcılar Cıyını (Ifjú tatárok írószövetsége) volt, amelyet barátjával, Abibulla Temircannal alapított 1910-ben. Itt jelentek meg első irodalmi művei, a Qarılğaçlar Duası („Fecskék imája”), az Altın Yarıq („Arany fény”) és a Şiirler Cönkü („Versek gyűjteménye”). Egyik első alapítója volt a Krími Tatár Diákszövetségnek, valamint a Vatan („Haza”) nevű szervezetnek, melyből később kinőtt a Milliy Fırqa (Nemzeti Párt) nevű politikai szervezet, amely a Krím történelmének legzavarosabb időszakában folytatta a függetlenségi mozgalmat.
Az egyetem elvégzése után Çelebicihan visszatért a Krímre, hogy részt vegyen a függetlenségi mozgalomban, és az Or régió képviselőjeként bekerült a krími tatár Kurultájba. Fiatal korának és isztambuli tanulmányainak köszönhetően az egyik legnépszerűbb képviselő lett. 1917-ben megalapította a Milliy Fırqa pártot, majd még ebben az évben, 1917. november 26-án, a Kurultájat megnyitó gyűlésen az új krími köztársaság első elnökévé választották.
Çelebicihan nemcsak a független Krími Népköztársaság első elnöke, valamint a Krím, Litvánia és Lengyelország muftija volt, hanem író és költő is. Korábban említett művei mellett ismert versei még az Ay gidi..., a Savlıqman Qal Tatarlıq! („Isten veled, tatárság!”), a Yolcu Ğarip („Szegény utazó”) és a Tilkiden Selâm („Üdvözlet a rókától”). Ant Etkenmen című verse a krími tatár nemzeti himnusz szövege lett, melyet Şevki Bektöre krími tatár író visszaemlékezései szerint „először a történelmi Kurultáj alatt énekeltek”. Legemlékezetesebb versét, a Savlıqman Qal Tatarlıq!-ot a szimferopoli vasútállomás falára írta fel, mikor az első világháború alatt elindult, hogy jelentkezzen katonai szolgálatra.
1918 januárjában, alig két hónappal elnökké választása után a bolsevikok megszállták a Krímet. Çelebicihant letartóztatták és Szevasztopolban bebörtönözték, majd február 23-án a Fekete-tengeri flotta kivégzőosztaga agyonlőtte, testét a tengerbe dobták.

## Fordítás
- Ez a szócikk részben vagy egészben  a   Noman Çelebicihan című angol Wikipédia-szócikk ezen változatának fordításán alapul.  Az eredeti cikk szerkesztőit annak laptörténete sorolja fel. Ez a jelzés csupán a megfogalmazás eredetét és a szerzői jogokat jelzi, nem szolgál a cikkben szereplő információk forrásmegjelöléseként.

## Külső hivatkozások
- Életrajza az International Committee for Crimea oldalán